# Hotel Otava (Písek)
Hotel Otava je jedna z píseckých památek konce 19. století a jeden z nejznámějších hotelů ve městě.
Budova hotelu pochází z 19. století. Jedná se o třípatrovou stavbu, nápadnou hlavně díky jedenácti vyobrazením s tematikou života v tehdejší době v Jižních Čechách. Na jižním průčelí je umístěno pět sgrafit (zleva doprava: "Rýžování zlata na Otavě", "Táborský hejtman Matěj Louda z Chlumčan na kamenném mostě", "Rytířský turnaj", "Dobytí města ve třicetileté válce", "Alegorie lovu"), na východním pak dalších šest ("Apoteóza městského znaku", "Bitva u Čížové", "Městská slavnost", "Venkované z Písecka", "Písečtí studenti na Zvíkově", "Vory na Otavě"). Sgrafita realizoval Josef Bosáček podle návrhů Mikoláše Alše.
Budova hotelu byla postavena roku 1899 na místě tehdejší Budějovické brány místním lékárníkem; hotel byl pojmenován podle něj – Dvořáček. Na počátku 20. století tu vznikla houslová škola prof. Otakara Ševčíka. Na konci 40. let se zde nacházel i internát zdejší střední průmyslové školy. Na konci téhož století pak prošel hotel celkovou rekonstrukcí. Roku 1920 hotel navštívil Tomáš Garrigue Masaryk a 1937 Edvard Beneš.